# 硫酸水素ニトロシル
硫酸水素ニトロシル（りゅうさんすいそ—、nitrosyl bisulfate）は化学式 NOHSO4 で表される無機化合物で、ニトロシル硫酸 (nitrosylsulfuric acid) とも呼ばれる。白色の固体で融点は 73.5 ℃。
硫酸の水素 (H−) の1個がニトロソ基 NO− で置換された構造を持ち、硫酸と亜硝酸の混合酸無水物に相当する。

## 性質
乾燥空気中では安定であるが、湿った空気中では酸化を受けながら硫酸と硝酸とに分解する。求電子的なニトロソ化剤として知られている。

## 合成
鉛室法による硫酸製造の中間体として存在する。発煙硝酸に二酸化硫黄を作用させる方法、クロロ硫酸に二酸化窒素を作用させる方法などによって得られる。